# Kantonská komuna

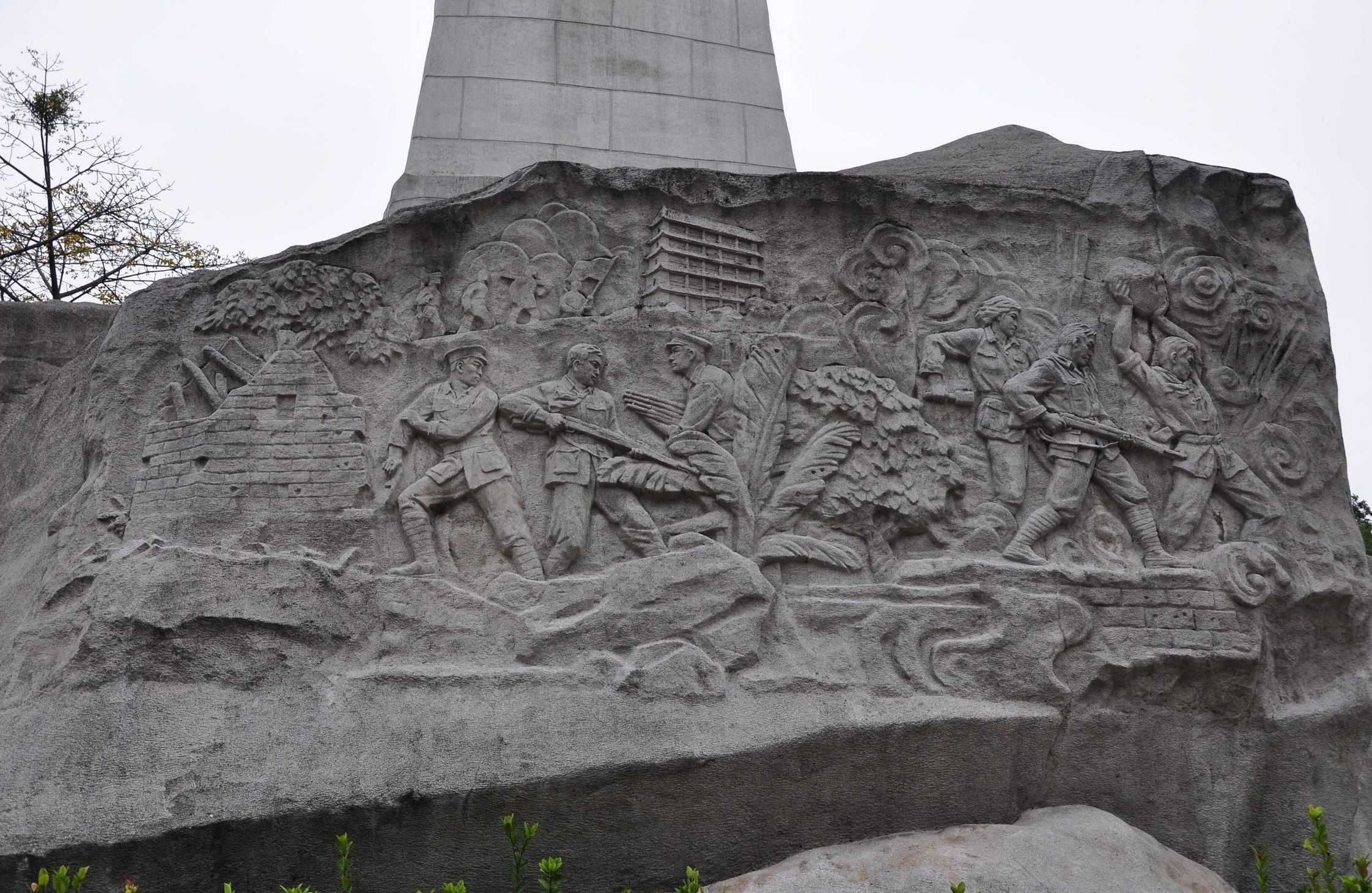
Památník Kantonské komuny, postaven v roce 1957 v Kantonu.

Kantonská komuna (JT: 广州起义; FT: 廣州起義; PY: Gǔangzhōu Qǐyì; anglicky: Guangzhou uprising) bylo povstání ve dnech 11.–13. prosince roku 1927. Povstání probíhalo v provincii Kuang-tung ve městě Kanton, které je kolébkou nacionalistického hnutí a domovem bouřící se dělnické třídy.

## Historické pozadí
V reakci na puč v Šanghaji z 12. dubna 1927, kdy Čankajšek rozhodl o zlikvidování účastníků dělnických manifestací brutálním způsobem, se 18. dubna 1927 rozhodl postavit sám sebe do čela strany a sídlem čínské vlády, bez zástupců komunistů, učinil Nanking. Těmito událostmi skončila první komunisticko-kuomingtanská aliance z roku 1924, při které komunisté utrpěli četné ztráty. Zbytek roku 1927 se nesl v duchu mnoha katastrofálně zakončených povstání. Jedním z nich je i povstání Kantonské komuny vedené Komunistickou stranou Číny. Hlavním cílem komuny bylo nastolení vlády pracující třídy a vyhnání Kuomintangu z Kantonu.

## Průběh povstání
Původně bylo plánované využít neúspěšných povstalců Nan-čchangského povstání při přesunu do Kantonu a lokálních rolníků a dělníku jako pomocníků. Kantonskou komunu vedl člen Kominterny Heinz Neumann a finální plán povstání byl zpracovávaný již od září 1927 Čang Taj-lejem v Šanghaji, který byl později při povstání zavražděn. Vzbouření začalo v noci z 10. na 11. prosince, když se soudruh Čang Taj-lej v půl třetí ráno vydal do kasáren jednoho z pluků, kde rozdal čekajícím vojákům instrukce a slogany s nápisy, které reprezentovaly potřeby pracující třídy a to: svoboda tisku, osvobození politických vězňů, zvýšení platového ohodnocení vojáků z 12 na 20 dolarů měsíčně aj. V 6 hodin ráno měla Komunistická strana vojenská stanoviska pod kontrolou a povstání započalo vyhlašením Sovětského svazu Kantonu. Ten měl být potvrzen následující den na masovém shromáždění, avšak v tu dobu bylo povstání Kuomintangem značně potlačeno. Čankajšek označil za podněcovatele pracovníky sovětského konzulátu. Vypovědel proto sovětské zástupce ze Šanghaje a vláda v Nankingu přerušila diplomatické styky se SSSR. Kanton se stal místem krvavého masakru a několika tisíc obětí převážně z řad Komunistické strany, několik zástupců bylo pohřešováno. Mladí revolucionáři, kteří se na Kantoské komuně podíleli přišli při Bílém teroru o život. Pro název Kantonská komuna byla inspirací Pařížská komuna z roku 1871. Po Nan-čchangském povstání a Povstání podzimní sklizně byla Kantonská komuna třetí porážkou revolučního hnutí, která vedla ke značným ztrátám v Komunistické straně Číny, ale byly to začátky nových strategií a revolučních sil.